# 北斗北郵便局
北斗北郵便局（ほくときたゆうびんきょく）は北海道北斗市にある郵便局である。民営化以前の分類では集配特定郵便局であった。

## 概要
住所：〒041-1299 北海道北斗市本町2丁目7番11号

## 沿革
- 1872年11月1日（明治5年10月1日） - 大野（おおの）郵便取扱所として開設[1]。
- 1875年（明治8年）1月1日 - 大野郵便局（五等）となる。
- 1893年（明治26年）3月16日 - 為替・貯金取扱を開始。
- 1964年（昭和39年）10月1日 - 大野駅前郵便局から和文電報配達事務の一部[2]を移管[3]。
- 1965年（昭和40年）3月27日 - 簡易な電話の加入および料金に関する事務を除く電話交換事務を、函館電話局に移管。
- 1967年（昭和42年）10月25日 - 千代田郵便局から和文電報配達事務の一部[4]を移管。
- 2006年（平成18年）2月1日 - 北斗市の発足に伴い、北斗北郵便局に改称[5]。
- 2007年（平成19年）3月19日 - ゆうゆう窓口を廃止、配達センター局に移行。
- 2007年（平成19年）10月1日 - 民営化に伴い、併設された郵便事業函館支店北斗北集配センターに一部業務を移管。
- 2012年（平成24年）10月1日 - 日本郵便株式会社の発足に伴い、郵便事業函館支店北斗北集配センターを北斗北郵便局に統合。

## 取扱内容
- 郵便、印紙、ゆうパック、内容証明
- 貯金、為替、振替、振込、国際送金、国債
- 生命保険、バイク自賠責保険
- ゆうちょ銀行ATM
- 北斗市内の一部地域（旧・大野町内全域：〒041-12xxの地域）の集配業務

## 周辺
- 北斗市役所 総合分庁舎
- 北斗市立大野小学校
- 北斗市立大野中学校
- 北海道大野農業高等学校
- せせらぎ温泉
- 国道227号

## アクセス
- JR函館本線・北海道新幹線 新函館北斗駅から徒歩約39分
- 函館バス 総合分庁舎前停留所下車
- 駐車場あり：4台